# 谷本久美子
谷本 久美子（たにもと くみこ）はジャズ歌手。愛媛県今治市生まれ。
立命館大学出身。大学時代、ソウルミュージックに関心を抱き、音楽活動を開始した。その後、藤井貞泰の指導の下で本格的にジャズを始め、大学卒業とともにプロに転向した。

## 作品
- Recording at Minton's House
- Stairway to the Stars